# ビートロック☆ラブ
『ビートロック☆ラブ』は、2009年3月28日公開の日本映画である。

## ストーリー
バンドのリーダーで人一倍メンバー思いのリードギター・アキ。ひたすらに我が道を行き、人目をはばからず"世界制覇"を口にするヴォーカル・シン。クールで冷静なベース・レイ。メンバーからも一目置かれる熱い男、ドラムの虎太郎。メンバー最年少でムードメーカーのサイドギター・Roku。メジャーデビューが決まりかけていたにもかかわらず、勝手に断ってしまうシン。メンバーの心がバラバラになる中、優勝すればメジャーデビューし、CMタイアップも約束されるというコンテストに出場することに。再びメンバーが一丸となって練習に打ち込み、優勝を目指すのだが…。

## キャスト
- アキ：荒木宏文
- 神田心：武瑠
- 城島レイ：桐山漣
- 木村虎太郎：大河元気
- Roku：小野健斗
- 恵：梅澤しほみ
- 七海：山崎真実
- LOVE DIVINGの先輩バンド・SCREW：SCREW（本人役）
- ヴァチスト太田
- 駒田一
- 山田幸伸
- 宮平安春
- 君嶋麻耶
- 世良祐樹
- 荒巻信紀
- 久松龍一
- 川渕かおり
- 高城薫

## スタッフ
- 監督：内田英治
- 脚本：蒲田幸成 、恵光
- 企画：菊池浩二、小林智浩、磯山敦
- プロデューサー：片山武士、中村美香、米田理恵、川端基夫、神田はるを
- ラインプロデューサー:濱﨑林太郎
- 助監督：小美野昌史
- 編集：太田義則
- 撮影：神戸千木
- 美術：木村文洋
- 録音：深田晃
- 製作プロダクション：デジタルハリウッド・エンタテインメント
- 製作：日本出版販売、ポニーキャニオン、デジタルハリウッド・エンタテインメント、モブキャスト、アフロディーテ
- 配給：モブキャスト
- 上映時間：79分

## 主題歌
- 「Shout It Loud」／LOVE DIVING

## 挿入歌
- 「心のままに」／LOVE DIVING
- 「our days」／LOVE DIVING
- 「Wailing Wall」／SCREW

## LOVE DIVING

### メンバー
| ステージネーム      | キャスト    | 演奏担当 |
| ------------------- | ----------- | -------- |
| シン （しん）       | 武瑠（SuG） | ボーカル |
| アキ （あき）       | 荒木宏文    | ギター   |
| レイ （れい）       | 桐山漣      | ベース   |
| Roku （ろく）       | 小野健斗    | ギター   |
| 虎太郎 （こたろう） | 大河元気    | ドラム   |

### ディスコグラフィ

#### シングル
|        | リリース | タイトル      | 備考 | 規格      | 生産番号                                  | c/w        |        |
| 2009年 | 2009年   | 2009年        | 2009年 | 2009年    | 2009年                                    | 2009年     | 2009年 |
| ------ | -------- | ------------- | --- | --------- | ----------------------------------------- | ---------- | ------ |
| 1st    | 2月18日  | Shout It Loud | 初回盤はビデオクリップと映画トレーラーを収録したDVD付き。通常盤の初回プレス分には差し替えジャケットを6種ランダム封入。 | CD+DVD CD | PCCA-02845（初回盤） PCCA-70238（通常盤） | 心のままに |        |

#### アルバム
| 1st | 3月4日 | BEATROCK☆LOVE | 初回盤はDVDとフォトブック付き。通常盤の初回プレス分には差し替えジャケットを6種ランダム封入。 | CD+DVD CD | PCCA-02846（初回盤） PCCA-02847（通常盤） |